# Newport-on-Tay
Newport-on-Tay è una piccola cittadina (un burgh) nel nord-est della regione del Fife in Scozia. Praticamente è un sobborgo della città di Dundee sito di fronte alla città al di là del fiume Tay.

## Storia
La città venne costruita vicino al terminale del porto in cui approdava il traghetto sul fiume Tay e venne fondata intorno al XII secolo.
Nel 1715 venne costruita una nuova banchina da parte dell'azienda Guilds of Dundee. Thomas Telford costruì un nuovo porto nel 1820 e la città si espanse divenendo un sobborgo di Dundee. Divenne centro di lavorazione della juta nonché zona residenziale per la media borghesia, industriali e la classe elevata della popolazione di Dundee.
Newport-on-Tay aveva due stazioni ferroviarie: una ad est e l'altra ad ovest. Entrambe le stazioni vennero chiuse nel 1969 avendo perso gran parte del loro traffico con l'apertura del Tay Road Bridge nel 1966.
Oggi Newport-on-Tye ha una popolazione di circa 8 000 abitanti, molti dei quali risiedono in case di pietra costruite prima della seconda guerra mondiale. Il centro della città è costituito da due strade principali dove sono ubicati dei piccoli negozi, due pub, una chiesa cattolica ed una chiesa protestante di Scozia. Vi è una scuola elementare mentre le scuole secondarie sono a Dundee.